# جاكي هايز (لاعب كرة قاعدة)
جاكي هايز (بالإنجليزية: Jackie Hayes)‏ هو لاعب كرة قاعدة أمريكي، ولد في 19 يوليو 1906 في كلانتون في الولايات المتحدة، وتوفي في 9 فبراير 1983 في برمنغهام في الولايات المتحدة.

## وصلات خارجية
- جاكي هايز (لاعب كرة قاعدة) على موقع دوري كرة القاعدة الرئيسي (الإنجليزية)
- جاكي هايز (لاعب كرة قاعدة) على موقعبيزبول رفرنس.كوم (الدوري الرئيسي) (الإنجليزية)
- جاكي هايز (لاعب كرة قاعدة) على موقع جمعية أبحاث البيسبول الأمريكية (الإنجليزية)
- جاكي هايز (لاعب كرة قاعدة) على موقع إي إس بي إن.كوم (أم.أل.بي) (الإنجليزية)
- جاكي هايز (لاعب كرة قاعدة) على موقع مشجعي الرسوم البيانية (الإنجليزية)